# Akonitin-mérgezés
Az akonitin-mérgezés, a vadon termő, de díszkertekben is nevelt sisakvirág minden részében, de főleg gyökérgumójában előforduló alkaloida (→ akonitin) által okozott mérgezés, amely az idegrendszert támadja meg s érzési és mozgási bénulásokat okoz. Ez az alkaloida egyike a leghevesebb növényi mérgeknek, már 1 mg adagban is halálos lehet. 3-4 mg-nyi adagja rendszerint halálos. A növény termesztési helye szerint mérgező hatása különböző. A Svájcban előforduló fajták aránylag leginkább mérgezőek. Az akonitint régebben reumás betegségeknél gyógyszerül használták, újabban nem szerepel a gyógyszerek közt. A mérgezés tartós szívproblémákhoz vezet, amennyiben a páciens túléli.

## Tünetek
Már a növény érintése is mérgezést okoz, ugyanis az alkaloid bőrön keresztül is képes felszívódni. A mérgezéstől számított 10-30 percen belül fellépnek a tünetek:
- Égető, bizsergető érzés a szájban, a nyelvben, a garatban, a nyelőcsőben. Majd később az egész testben.
- Ehhez társul émelygés és/vagy hányás, valamint erős gyomorgörcsökkel járó hasmenés.
- rángógörcsök
- Látás- és hallászavar.
- hipotónia (alacsony vérnyomás)
- Az izmok bénulása.
- Jeges érzés a vénákban.

## Kezelés
Az orvostudomány jelen állása szerint gyógyszer általi közömbösítés nem lehetséges. A legcélravezetőbb a hánytatás, majd kórházi körülmények között gyomormosás. Ha a mérgezett még képes rá, akkor aktív szén fogyasztása, amely megköti az alkaloidot.